# Zaur Kaloev
Zaur Grigorievich Kaloev (en rus: Заур Григорьевич Калоев, en georgià: ზაურ კალოევი) va néixer el 24 de març a Tbilisi, és un exfutbolista soviètic que va jugar com a davanter a la lliga soviètica i a la selecció de l'URSS. Va morir el 23 de desembre de 1997 a la seva ciutat natal.
Zaur Kaloev va ser un dels rematadors de cap més brillants de la seva època. El seu amic i company d'equip georgià Mikhail Meskhi va dir: "Si vull marcar un gol, m'he d'assegurar que la meva centrada arribi al cap de Zaur perquè, sens dubte, acabarà en gol".

## Carrera a Clubs

### Spartak Tbilisi
Kaloev va debutar amb la samarreta de l'Spartak Tbilisi a la primera divisió soviètica durant la temporada de 1950, l'equip va acabar 9è i Kaloev ja s'havia consolidat dins de la plantilla. La temporada següent, el club va descendir després d'acabar en 14è però Kaloyev va aconseguir marcar un terç dels gols del seu equip amb 12 dianes. La temporada 1952 Kaloev va quedar-se jugant a la Primera Lliga (segona divisió soviètica), però el seu equip no va poder tornar a l'elit del futbol soviètic i va decidir marxar al veí Dinamo Tbilisi.

### Dinamo Tbilisi
Kaloev va debutar al Dinamo la temporada 1953, i va demostrar que no s'havien equivocat en triar-lo, el club va acabar segon darrere de l'Spartak de Moscou i va marcar set gols. La temporada de 1954 va ser més fosca, el Dinamo va acabar vuitè i va acabar com la pitjor defensa del campionat (47 gols encaixats), Kaloev no va marcar gairebé cap gol aquesta temporada així com durant la temporada de 1955 on l'equip va acabar novè. La temporada 1956 no va veure cap millora al Dinamo, el club va tornar a acabar vuitè i Kaloyev es va trobar a l'ombra d'Avtandil Chkuaseli, el màxim golejador del club que va marcar una mitjana de deu gols per temporada. Kaloev començaria la temporada de 1957 amb el Dinamo abans de marxar al Lokomotiv de Moscou.

### Lokomotiv Moscou
Kaloyev va ser transpassat al Lokomotiv de Moscou a l'inici de la temporada de 1957, on va topar amb la competència de jugadors talentosos com Valentin Bubukin i Viktor Voroshilov. Amb el Lokomotiv va guanyar el seu primer títol important, la Copa de futbol de l'URSS del 1957 amb el seu equip després de la victòria sobre l'Spartak de Moscou per 1-0. , el Lokomotiv va acabar 4t, a 8 punts del campió Dinamo Moscou. La temporada de 1958 va ser l'última de Kaloev al Lokomotiv, poques vegades va trobar la xarxa i Lokomtiv va acabar en un decebedor cinquè lloc.

### Retorn al Dinamo Tbilisi
Kaloev va tornar al Dinamo abans de l'inici de la temporada de 1959 i va ser un èxit rotund per al nadiu de Tbilisi, el seu equip va acabar tercer al campionat, va marcar 16 gols i va guanyar el títol de màxim golejador de la temporada per davant del seu antic company d'equip Viktor Sokolov. (catorze gols). La temporada 1960 va ser l'apoteosi per a Kaloev, tot i que el seu equip va acabar 8è al campionat, va guanyar per segona vegada consecutiva el títol de màxim golejador de la temporada amb vint gols, això li va permetre ser seleccionat per Gavril Kachalin per formant part de la selecció soviètica a l'Eurocopa de 1960, encara que no va participar en cap partit, va guanyar l'Eurocopa i va afegir un gran títol al seu palmarès. La temporada 1961 el seu equip va ocupar la setena posició, Kaloev va acabar cinquè a la taula de golejadors amb catorze gols.
La temporada 1962 va ser bona per al Dinamo, el club va acabar tercer i Kaloev va tornar a ocupar el cinquè lloc en el rànquing de golejadors amb tretze gols. La temporada següent Kaloev ja començava a sentir el pes dels anys no es va classificar entre els màxims golejadors. i el Dinamo va acabar. cinquè. L'última temporada de la carrera de Zaur Kaloev va aconseguir guanyar el campionat de futbol de la Unió Soviètica que tant li havia resistit i va decidir posar el punt final a una reeixida carrera futbolística.

## Carrera Internacional
Malgrat ser un golejador important a les competicions locals soviètiques, mai va tenir gaire protagonisme amb les seleccions de l'URSS. Tot i no haver jugat cap partit, va formar part de l'equip que es va proclamar campió a la primera Eurocopa jugada el 1960.
També va jugar tres partits amb l'Unió Soviètica als Jocs Olímpics.

## Palmarès

#### Lokomotiv Moscou
1 Copa Soviètica: 1957

#### Dinamo Tbilisi
1 Lliga Soviètica: 1964

#### Selecció de l'URSS
1 Eurocopa: 1960

#### Individual
2 cops màxim golejador de la Lliga Soviètica: 1959 i 1960